# Pjotr Tjaadajev
Pjotr Jakovlevitj Tjaadajev (ryska: Пётр Яковлевич Чаадаев), född 7 juni (gamla stilen: 27 maj) 1794 i Moskva, död där 26 april (gamla stilen: 14 april) 1856, var en rysk filosof. 
Tjaadajev publicerade åtta Filosofiska brev om Ryssland i Frankrike 1829, vilka cirkulerade i Ryssland som manuskript i många år. Hans arbeten kunde inte publiceras i Ryssland på grund av deras starka kritik mot rysk politik och Rysslands betydelse i världshistorien. Det viktigaste budskapet i Tjaadajevs Filosofiska brev var att Ryssland hade släpat efter de västerländska staterna och inte bidragt med något till världens utveckling. Tjaadajev konstaterade att Ryssland måste starta om på nytt. Han riktade också kritik mot Rysslands intellektuella isolering och sociala underutveckling. När det första (och det enda under Tjaadajevs livstid) av de Filosofiska breven publicerades 1836 i den ryska tidningen Teleskop, var dess redaktör i exil i de nordligaste delarna av Ryssland. Tjaadajevs ofördelaktiga åsikter om Ryssland gjorde att han först bedömdes som galen, och hans nästa arbete hade titeln En galnings försvar (1837). De flesta av Tjaadajevs arbeten har redigerats av hans levnadstecknare, Michail Gersjenzon (två volymer, Moskva, 1913–14), vars utmärka lilla studie av filosofen publicerades i Sankt Petersburg 1908.